# Williamsport (Ohio)
Williamsport es una villa ubicada en el condado de Pickaway en el estado estadounidense de Ohio. En el Censo de 2010 tenía una población de 1023 habitantes y una densidad poblacional de 214,43 personas por km².

## Geografía
Williamsport se encuentra ubicada en las coordenadas 39°34′55″N 83°7′14″O / 39.58194, -83.12056. Según la Oficina del Censo de los Estados Unidos, Williamsport tiene una superficie total de 4.77 km², de la cual 4.69 km² corresponden a tierra firme y (1.63%) 0.08 km² es agua.

## Demografía
Según el censo de 2010, había 1023 personas residiendo en Williamsport. La densidad de población era de 214,43 hab./km². De los 1023 habitantes, Williamsport estaba compuesto por el 97.65% blancos, el 0.29% eran afroamericanos, el 0.2% eran amerindios, el 0% eran asiáticos, el 0% eran isleños del Pacífico, el 0.2% eran de otras razas y el 1.66% pertenecían a dos o más razas. Del total de la población el 0.29% eran hispanos o latinos de cualquier raza.